# Melanochromis dialeptos
Melanochromis dialeptos är en fiskart som beskrevs av Nancy J. Bowers och Stauffer, 1997. Melanochromis dialeptos ingår i släktet Melanochromis och familjen Cichlidae. IUCN kategoriserar arten globalt som sårbar. Inga underarter finns listade i Catalogue of Life.